# ماري هيرنغ
ماري هيرنغ (بالإنجليزية: Mary Herring)‏ هي طبيبة أسترالية، ولدت في 31 مارس 1895 في Carlton, Victoria ‏ في أستراليا، وتوفيت في 26 أكتوبر 1981 في Camberwell, Victoria ‏ في أستراليا.
تخرجت ماري من جامعة ملبورن، حيث درست الطب وتفوقت في الرياضة وتأهلت كممارس عام في عام 1921 وأصبحت طبيبة مقيمة في مستشفى ملبورن الملكي.  كان معظم عملها مع النساء الفقيرات اللائي كانت الكثيرات منهن يعشن في ظروف غير صحية ولم يكن يمتلكن حتي قوت يومهن، غالبًا ما كانت الأعراف الاجتماعية في ذلك الوقت تجعل الشابات يجهلن الأمور المتعلقة بالجنس والحمل، أما هي  فأدركت أن النساء الحوامل على وجه الخصوص بحاجة إلى مزيد من المعلومات حول حملهن، كما قدمت معلومات حول تحديد النسل في وقت كانت شريحة كبيرة من المجتمع فضلا عن الأطباء يعارضون ذلك، وقد كتبت ديلا هيلتون عنها لاحقًا: «لقد كسرت المحرمات» و«جعلت الموضوعات المحظورة ليس فقط أمورًا للنقاش بل للعمل أيضا».
بالإضافة إلى عملها الطبي دعمت ماري الرياضة النسائية وكانت راعية للعديد من الجمعيات الخيرية، كما عملت في اللجنة الفرعية للرعاية الاجتماعية حيث كانت ترعى احتياجات أسر الجنود وترأست الجمعية من عام 1943 إلى عام 1946.

## النشأة
ولدت ماري رانكين لايل في ضاحية ملبورن في كارلتون في 31 مارس 1895 وكانت الكبرى من بين أربعة أطفال للسير توماس رانكين لايل عالم الفيزياء الرياضية وزوجته فرانسيس إيزوبيل كلير ني ميلير، التحقت بكلية توراك بين عامي 1906 و1912 حيث برعت أكاديميًا وكذلك رياضيا؛ إذ لعبت التنس والهوكي وكرة الشبكة والكريكيت والسباحة.
في عام 1913 دخلت جامعة ملبورن كطالبة طب كما كانت كابتن فريقي التنس والهوكي للسيدات وفي عام 1918 قابلت إدموند (نيد) هيرينج وكان قائدًا أستراليًا شابًا في الجيش البريطاني في إجازة من الجبهة المقدونية في الحرب العظمى.
أثناء تدريبها، عملت مع ممرضات المنطقة حيث زارت العائلات في ضواحي ملبورن الأقل ثراءً، كان طموحها أن تصبح طبيبة تعمل على تحسين حياة النساء والأطفال، ولأن النساء من طبقتها الاجتماعية لم يكن يعملن عادة بعد الزواج لم يكن الزواج من ضمن خططها المستقبلية وفي عام 1919 ومع انتهاء الحرب، كتبت إلى نيد تحثه على إكمال دراساته الخاصة بمنحة رودس قبل العودة إلى أستراليا وقد ا
التقت بزوجها المستقبلي نيد هيرينج عندما عاد إلى ملبورن أخيرًا في 26 نوفمبر 1920.
تخرجت بدرجة البكالوريوس في الطب والجراحة في مارس 1921، وحصلت على مرتبة الشرف من الدرجة الأولى في جميع المواد وكانت  الأولى في الطب والرابعة في الجراحة، لتصير جراحًا مقيماً في مستشفى ملبورن الملكي تحت إشراف السير آلان نيوتن.
بعد اكتمال دراستها تمت خطبة ماري ونيد رسميًا في عيد الفصح في عام 1921 ثم تزوجا في 6 أبريل 1922 في كنيسة توراك المشيخية وقد أنجبا ثلاث بنات: ماري سيسيل (مولي) عام 1924 وجوديث آن (جودي) عام 1926 ومارجريت لايل عام 1933، وقد أصبحت مولي فيما بعد طبيبة مثل والدتها.

## العمل
أنشأ ريتشارد فيذرستون مركزًا لصحة الأطفال في براهان في عام 1920 والذي كان مخصصا لتقديم رعاية ما بعد الولادة، وسرعان ما أظهرت تجربته أن عبء عمله سينخفض بشكل كبير إذا تم توفير الرعاية السابقة للولادة مع مراقبة الأمهات طوال فترة حملهن، وسأل هيرينغ عما إذا كانت مستعدة لإنشاء مثل هذه العيادة والتي ستفتح يومًا واحدًا في الأسبوع.
افتتحت العيادة الجديدة في براهان على مقربة من مركز التسوق في شارع تشابل في عام 1926، وقد طلبت هيرينغ من ممرضات المنطقة نشر أخبار العيادة، كانت العيادة الأولى من نوعها في ملبورن وأصبحت نموذجًا لعيادة مماثلة أنشأتها هيرينغ في جنوب ملبورن في عام 1940، في الوقت الذي بدأت فيه العمل في عيادة براهان كانت هي نفسها أماً وحاملًا بجودي، الأمر الذي حظى باهتمام كبير من النساء اللواتي طلبن المشورة أو العلاج في العيادة، كان عملها بشكل أساسي مع النساء الفقيرات وكثير منهن كن يعشن في ظروف غير صحية ولم يكن لديهن قوت يومهن.
انضمت هيرنغ إلى جمعية التمريض بمنطقة ملبورن في عام 1931 وشغلت منصب نائب الرئيس من عام 1943 إلى عام 1953، اجتمعت مع جورج سيمبسون وفيكتور والاس لتأسيس عيادة رعاية المرأة لتقديم المشورة بشأن تحديد النسل في الوقت الذي عارض ذلك الإجراء قطاع كبير من المجتمع فضلا عن العديد من الأطباء، عملت هذه العيادة ليوم واحد في الأسبوع حتى عام 1945 عندما تم إيقافها حيث أمكن في ذلك الوقت الحصول على النصائح التي كانت تقدمها هذه العيادة في أماكن كثيرة، غالبًا ما أبقت الأعراف الاجتماعية في ذلك الوقت الشابات جاهلات بالأمور المتعلقة بالجنس والحمل، أما هيرنغ فأدركت أن النساء الحوامل على وجه الخصوص بحاجة إلى مزيد من المعلومات حول الأمور المتعلقة بالحمل والولادة، وقد كتبت ديلا هيلتون لاحقًا: «لقد كسرت المحرمات» و«جعلت الموضوعات المحظورة ليس فقط أمورًا للنقاش بل للعمل أيضًا».

## الحياة اللاحقة

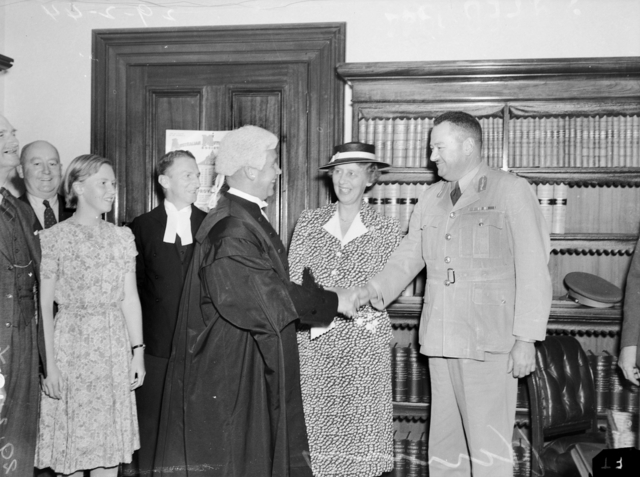
السيدة هيرينغ (ذات القبعة) تنظر إلى السير إدموند هيرينج ، رئيس قضاة فيكتوريا الجديد ، وهو يحيي الضيوف في حفل استقبال غير رسمي.

انضمت نيد إلى القوة الإمبراطورية الأسترالية الثانية بعد فترة وجيزة من اندلاع الحرب العالمية الثانية في سبتمبر 1939 وتعاونت هيرينغ مع عدد من زوجات الجنود لتشكيل جمعية نسائية في عام 1940 وعملت في اللجنة الفرعية للرعاية الاجتماعية حيث اهتمت باحتياجات أسر الجنود وكانت رئيسة للجمعية من 1943-1946.
حصلت على لقب الليدي هيرينغ في مايو 1943 عندما منح نيد لقب قائد فارس في الإمبراطورية البريطانية، وفي 2 فبراير 1944، عين رئيس وزراء فيكتوريا، ألبرت دونستان، نيد رئيسًا لقضاة المحكمة العليا في فيكتوريا، وق شغل في معظم السنوات الثلاثين التالية أيضًا منصب نائب حاكم فيكتوريا وهذه وظيفة إضافية مشتركة لرئيس القضاة وعندما أصبح نيد قائمًا بالوكالة لمدة ثمانية أشهر في فبراير 1949 وجدت هيرينغ مقر الحكومة في حالة سيئة، وقد نجحت في الضغط على جيمس كينيدي للحصول على أموال لتجديد المقر وأشرفت على العمل شخصيًا.
لكونها عضوا مؤسسا في مجلس كلية توراك في عام 1927 شغلت هيرنج منصب الرئيس من عام 1947 إلى عام 1948 ثم مرة أخرى من عام 1960 إلى عام 1970، لعبت التنس والغولف وعندما بدأت ابنتاها الكبرى بلعب الهوكي في المدرسة تجدد اهتمام هيرينغ باللعبة، كانت شديدة الإيمان بمبدأ أن النساء - وليس الرجال - هن اللواتي يجب أن يدرن الرياضة النسائية وأصبحت عضوًا في مجلس فيكتوريا لهواة الرياضة النسائية ثم أصبحت فيما بعد راعية لجمعية هوكي النساء في فيكتوريا.  غالبًا ما كان اللاعبون الزائرون من الولايات الأخرى يمكثون في منزلها، وقد امتد هذا ليشمل الزوار الأجانب خلال دورة الألعاب الأولمبية الصيفية لعام 1956 التي أقيمت في ملبورن.
في عام 1953 سافرت هيرينغ إلى لندن لحضور حفل تتويج الملكة إليزابيث الثانية والذي شاهدته من مقعد داخل كنيسة وستمنستر.  في احتفال أقيم في قصر بكنغهام في 10 يوليو 1953 منحت الملكة الجديدة هيرينغ وسام القديس يوحنا تقديراً لعملها الخيري، وكان عملها الخيري واسع النطاق حقا.  كانت  هيرينغ عضوًا مؤسسيًا وأول رئيس للمجلس الفيكتوري للخدمة الاجتماعية عندما تم تشكيله في عام 1946، ورئيسًا لمؤسسة فيرا سكانتلبري براون التذكارية من عام 1946 إلى عام 1979. وكان كل من هيرينغ وفيرا سكانتلبري براون قد التحقتا بكلية توراك، كما أنهما قد درستا الطب في جامعة ملبورن معًا.
شغلت هيرينغ منصب نائب رئيس القسم الفيكتوري للصليب الأحمر الأسترالي من عام 1944 إلى عام 1963 وفي رابطة فيكتوريا من عام 1945 إلى عام 1972 وفي المجلس الأسترالي لصندوق إنقاذ الطفولة من عام 1962 إلى عام 1967، وقد سميت قاعة ماري هيرينج في كلية توراك على شرفها في عام 1964.

## الوفاة
قبل وفاتها في 26 أكتوبر 1981 عن عمر يناهز 86 عامًا بعد صراع طويل مع المرض، خططت هيرينغ لخدمة الجنازة الخاصة بها، وطلبت عدم الإعلان عن ذلك إلا بعد دفنها، وفي أيامها الأخيرة انتقلت إلى دار الرعاية التي يقيم بها نيد في كامبرويل بفيكتوريا لتكون معه، أقيم قداس خاص صغير في 28 أكتوبر 1981. كما خططت لجنازة رسمية في كاتدرائية القديس بولس لنيد، الذي توفي بعدها ببضعة أشهر في 5 يناير 1982.